# دانشگاه فسا
دانشگاه فسا یک دانشگاه دولتی در شهر فسا در استان فارس است. این دانشگاه وابسته به وزارت علوم، تحقیقات و فناوری است و از سال ۱۳۸۵ آغاز به کار کرده است. این دانشگاه در حال حاضر دارای ۶۴ عضو هیئت علمی تمام‌وقت است. 
سرانه مقاله ISI و علمی-پژوهشی اعضای هیئت علمی در سال برابر با ۲٫۲، ثبت چندین اختراع توسط اعضای هیئت علمی دانشگاه و کسب جوایز معتبر ملی و بین‌المللی همچون جشنواره خوارزمی و جشنواره بین‌المللی اختراعات مبین کیفیت مناسب عملکرد اعضای هیئت علمی دانشگاه می‌باشد.

## رتبه
براساس اعلام "تایمز" (معتبرترین سیستم رتبه بندی بین المللی دانشگاهها)، دانشگاه فسا برای اولین بار و به عنوان اولین و تنها دانشگاه نوپای کشور در ۵ شاخص عملکردی در بین دانشگاههای برتر دنیا در زمینه تاثیرگذاری قرار گرفت.
بدین ترتیب، دانشگاه فسا در شاخصهای "کیفیت آموزش"، "تساوی جنسیتی" و "سلامت در رتبه" +۳۰۱ و در شاخصهای "مدیریت سبز" و " تولید و مصرف مسوولانه " در رتبه +۲۰۱ بهترین دانشگاههای دنیا در سال ۲۰۱۹ رده بندی گردید.

## پردیس
این مجموعه در مساحت بالغ بر ۱۰۷۰۰ متر مربع فضای آموزشی، ۲۰۵۰ متر مربع فضای کمک آموزشی، ۱۰۰۰۰ متر مربع فضای خوابگاهی، ۱۰۰۰ متر مربع سلف سرویس مرکزی و در اختیار داشتن زمین‌ها و سالن‌های ورزشی به دانشجویان در مقاطع کارشناسی و کارشناسی ارشد خدمت رسانی می‌نماید.

### فضای خوابگاهی
خوابگاه شهید بهشتی پسران واقع در پردیس دانشگاه با ظرفیت ۴۰۰ تخت و با داشتن زمین چمن فوتبال و فضای سلف سرویس در حال ارائه سرویس به دانشجویان است. خوابگاه دختران و استادان در فاصله ۲ کیلومتری شمال شرقی دانشگاه واقع در خیابان قدوسی است که سرویس‌های دانشگاه جهت رفت‌وآمد مهیا می‌باشد. لازم است ذکر شود سلف سرویس خواهران در خوابگاه واقع شده‌است. رفت و امد دانشجویان و استادان از طریق سرویس رایگان دانشگاه امکانپذیر است. در ضمن پارکینگ دانشجویان و استادان در محوطه گردیس واقع شده و مجانی است.

## دانشکده‌ها
دانشگاه فسا با سه دانشکده مهندسی، علوم پایه و کشاورزی در ۱۱ رشته در مقطع کارشناسی و ۳ رشته در مقطع کارشناسی ارشد دانشجو می‌پذیرد که در حال حاضر با بیش از ۱۲۰۰ دانشجو با بهره‌گیری از امکانات آموزشی و رفاهی و همچنین با داشتن کتابخانه ای با بیش از ۲۰ هزار جلد کتاب مشغول خدمت می‌باشد. درصد قبولی قطعی دانشجویان دانشگاه فسا در مقطع کارشناسی ارشد در دانشگاه‌های معتبر کشور (بر اساس آمارهای موجود در برخی از رشته‌ها بیش از ۵۰ درصد دانشجویان ورودی هر سال می‌باشد)، رتبه‌های کسب شده توسط دانشجویان دانشگاه فسا در آزمون کارشناسی ارشد (به عنوان نمونه کسب رتبه دوم توسط دانشجویان مهندسی آب در سال ۱۳۹۳ و رتبه نهم در سال ۱۳۹۵، کسب رتبه ۳ در سال‌های ۱۳۹۳، ۱۳۹۴ و ۱۳۹۵ توسط دانشجویان مهندسی مرتع و آبخیزداری و …) و موفقیت دانشجویان در مسابقه‌های معتبر ملی و بین‌المللی (کسب رتبه اول در مسابقات بین‌المللی هوش مصنوعی دانشگاه صنعتی شریف ۱۳۹۵ و کسب رتبه نخست در مسابقات روبوکاپ شریف ۱۳۹۳ و …) مبین کیفیت مناسب علمی دانشجویان دانشگاه فسا می‌باشد.

| دانشکده   | رشته                                                              |
| --------- | ----------------------------------------------------------------- |
| مهندسی    | 1. مهندسی برق 2. مهندسی کامپیوتر 3. مهندسی مکانیک 4. مهندسی عمران |
| کشاورزی   | 1. مهندسی طبیعت 2. علوم و مهندسی آب 3. علوم و مهندسی صنایع غذایی  |
| علوم پایه | 1. فیزیک 2. آمار 3. ریاضیات و کاربردها 4. علوم کامپیوتر           |

## کتابخانه مرکزی
کتابخانه مرکزی این دانشگاه ۲۰۰۰۰،مجلد کتاب و صدها هزار فایل کتاب در کتابخانه مجازی در اختیار دارد. همچنین، اعضای هیئت علمی از طریق سامانه مجازی کتابخانه به تقریباً تمام منابع علمی معتبر دنیا دسترسی دارند. نرم‌افزار همانندجو (ایرانداک) نیز از دیگر امکانات کتابخانه مرکزی دانشگاه فساست. کارکنان و دانشجویان دانشگاه فسا با استفاده از طرح غدیر از کتابخانه‌های دانشگاه شیراز نیز استفاده می‌نمایند.

## آزمایشگاه‌ها و کارگاه‌های تخصصی
آزمایشگاه مرکزی: HPLC، مرکز محاسبات

مهندسی عمران: آزمایشگاه خاک، تکنولوژی بتن، مقاومت مصالح، محیط زیست خاک پیشرفته، سیالات و هیدرولیک، نقشه‌برداری

مهندسی مکانیک: سیالات و هیدرولیک، مقاومت مصالح، ارتعاشات، ترمودینامیک، دینامیک ماشین، کارگاه جوشکاری، ماشین ابزار، اتومکانیک
مهندسی برق: کنترل خطی، PLC، ماشین‌های الکتریکی، کارگاه برق، ابزار دقیق، الکترونیک صنعتی، مدار الکترونیک، دیجیتال

مهندسی کامپیوتر: کارگاه کامپیوتر، آزمایشگاه ریزپردازنده، آزمایشگاه شبکه، آزمایشگاه مدار منطقی و معماری (FPGA)

علوم و مهندسی صنایع غذایی: شیمی عمومی، شیمی آلی، شیمی تجزیه، فراورده‌های شیر و لبنی، تجزیه مواد غذایی، تکنولوژی غلات، تکنولوژی روغن، تکنولوژی کنسرو

علوم و مهندسی آب: آب، سیالات و هیدرولیک، محیط زیست، گلخانه، کارتوگرافی

مهندسی طبیعت: گیاه‌شناسی، خاک‌شناسی

فیزیک: فیزیک ۱، فیزیک ۲، فیزیک ۳، اپتیک، مدرن، جامد